# 화곡동
화곡동(禾谷洞)은 서울특별시 강서구에 남동쪽에 위치해 있는 법정동이다. 면적 5.67km2, 인구 20만 5842명(2008)이다. 동쪽은 목동과 접하고, 서쪽은 대평교회를 경계로 하여 발산동과 접하고 있다. 북쪽은 등촌동과 접하며, 남쪽은 양천구 신월동, 신정동과 마주하고 있다.

## 개요
구 화곡리가 오늘날에는 강서구의 중심이 되었으며 9개동으로 확대되었으나 정작 옛날의 능동(菱洞), 반곡리(盤谷里), 역촌리(驛村里), 화곡리(禾谷里)가 오늘날의 화곡동이 된 것으로 능동은 오늘날 화곡4동이며 반곡리는 화곡3동, 역촌리는 화곡6 동, 화곡리는 화곡5동이었으며 화곡2동과 8동은 능꼴을 중심으로 한 조그만 마을이었고 화곡본동 역시 역촌리를 바라 보는 야산의 3가구가 살았던 조옥동(일명 초록동)이었다. 그러나 현재의 화곡1동은 사람이 거주한 기록이 없는 야산으로써 화곡8동의 더부리 마을에서 곰달래(고음월리)로 넘어가는 고갯길일 뿐이었다. 1963년 서울시에서 늘어나는 강북 인구를 강남으로 분산유치시키기 위해 화곡동 10만단지 주택조성사업을 계획하였다. 이 계획이 확대되어 1968년에 30만단지로 변경되면서 산 전체에 주택들이 들어섬으로써 오늘날 화곡1동이 만들어지게 된 것이다.

## 교육

### 초등학교
- 서울등서초등학교
- 서울신곡초등학교
- 서울신정초등학교
- 서울신월초등학교
- 서울월정초등학교
- 서울화곡초등학교
- 서울화일초등학교

### 중학교
- 신정여자중학교
- 화원중학교

### 고등학교
- 성지고등학교
- 신정여자상업고등학교
- 한광고등학교

### 대학교
- 강서대학교

## 교통
- ● 서울 지하철 2호선,● 수도권 전철 5호선
  - 까치산역
- ● 수도권 전철 5호선
  - 화곡역
  - 우장산역

## 주거
| 단지명                    | 건설사                | 시행사           | 주소 | 입주        | 비고 |
| ------------------------- | --------------------- | ---------------- | ---- | ----------- | ---- |
| 태영방송인                | ㈜태영                |                  |      |             |      |
| 우장산 꿈에그린           | 한화건설              |                  |      |             |      |
| 우장산 아이파크 e편한세상 | 대림산업 현대산업개발 |                  |      |             |      |
| 화곡 푸르지오             | 대우건설              |                  |      |             |      |
| 우장산 롯데캐슬           | 롯데건설              |                  |      |             |      |
| 강서 힐스테이트           |                       |                  |      |             |      |
| 우장산숲 아이파크         |                       |                  |      |             |      |
| 화곡 초록                 | ㈜동원건설            | 서울도시주택공사 |      | 1998년 11월 |      |

## 같이 보기
- 대한민국의 행정 구역